# Frank Rommel
Frank Rommel (ur. 30 lipca 1984 w Suhl) – niemiecki skeletonista, wielokrotny medalista mistrzostw świata.

## Kariera
Pierwszy sukces w karierze osiągnął w 2008 roku, kiedy zdobył brązowy medal w skeletonie podczas mistrzostw świata w Altenbergu. W zawodach tych wyprzedzili go jedynie Kristan Bromley z Wielkiej Brytanii oraz Kanadyjczyk Jon Montgomery. Na rozgrywanych rok później mistrzostwach świata w Lake Placid wspólnie z kolegami i koleżankami z reprezentacji wywalczył złoty medal w rywalizacji drużynowej. Podczas mistrzostw świata w Königssee w 2011 roku był drugi w rywalizacji drużynowej, a w skeletonie ponownie zajął trzecie miejsce. Dwa medale przywiózł także z mistrzostw świata w Lake Placid w 2012 roku, gdzie był drugi w obu konkurencjach. Ostatni medal zdobył na mistrzostwach świata w Sankt Moritz w 2013 roku, gdzie ponownie był drugi w zawodach drużynowych.
W zawodach Pucharu Świata zadebiutował 29 listopada 2007 roku w Calgary, zajmując dziewiąte miejsce. Pierwsze podium w zawodach tego cyklu wywalczył 5 grudnia 2008 roku w Altenbergu, wygrywając w skeletonie. W kolejnych latach wielokrotnie stawał na podium zawodów pucharowych, odnosząc łącznie siedem zwycięstw. W sezonach 2009/2010 i 2011/2012 zajmował drugie miejsce w klasyfikacji generalnej, a w sezonach 2008/2009 i 2010/2011 był trzeci.
W 2006 roku wystąpił na igrzyskach olimpijskich w Turynie, zajmując 24. miejsce. Na rozgrywanych cztery lata później igrzyskach w Vancouver był siódmy. Brał także udział w igrzyskach olimpijskich w Soczi w 2014 roku, zajmując jedenastą pozycję.